# Reginald McKenna

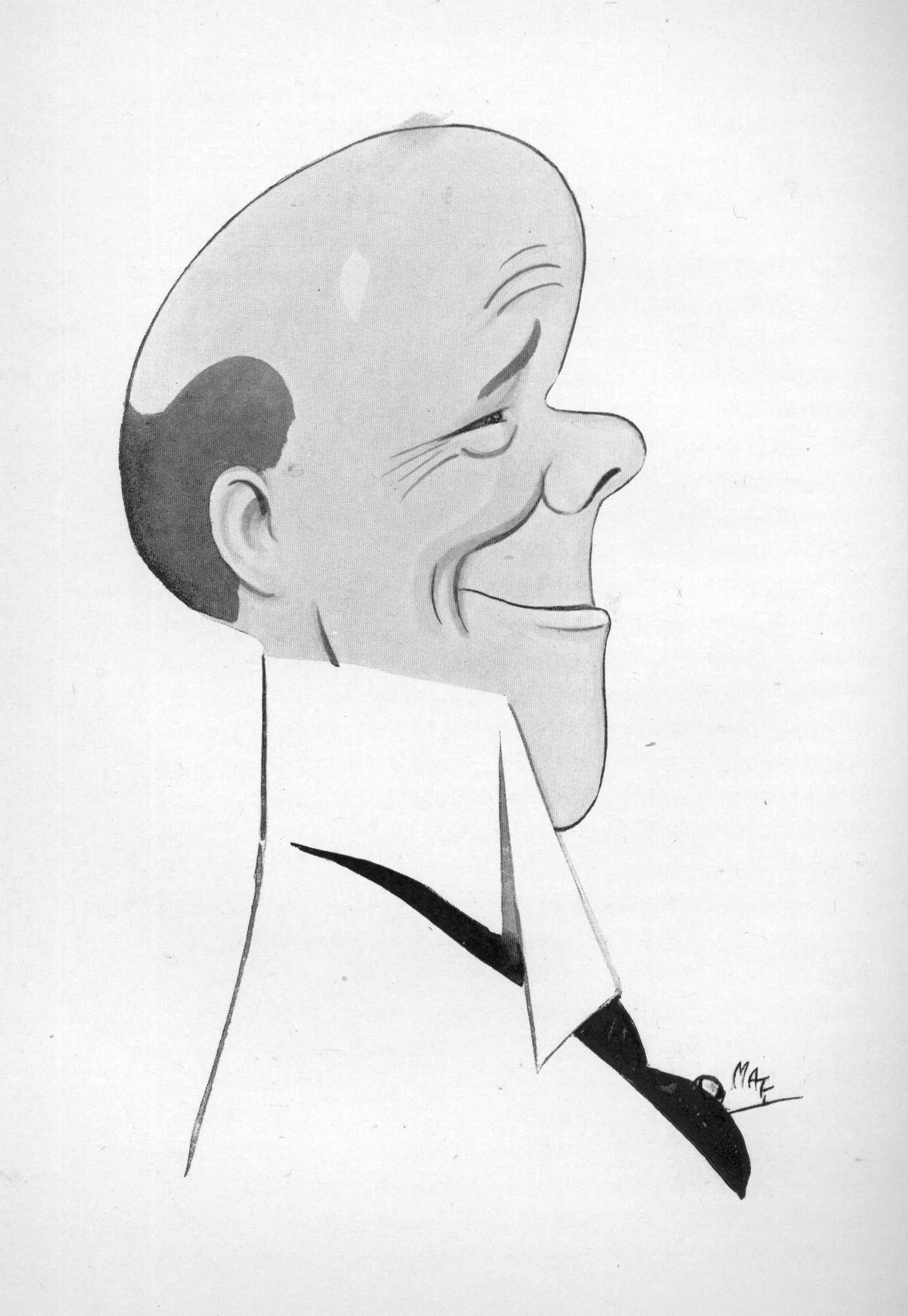
Reginald McKenna, Cartoon-Porträt von „Matt“ aus dem Jahr 1923

Reginald McKenna (* 6. Juli 1863 in Kensington, London; † 6. September 1943 ebenda) war ein britischer Staatsmann und Bankier. McKenna bekleidete zwischen 1907 und 1916 zahlreiche Ministerposten in den Regierungen Campbell-Bannerman und Asquith, bevor er von 1919 bis 1943 als Aufsichtsratsvorsitzender der Midland Bank die Geschäfte des größten Bankhauses im Vereinigten Königreich leitete.

## Biografie und Karriere

### McKennas frühes Leben (1863–1887)
McKenna wurde als fünfter und jüngster Sohn des irischstämmigen Londoner Finanzbeamten William Columban McKenna (1819–1887) und seiner Gattin Emma Hanby († 1905) geboren. Väterlicherseits war er ein Neffe des einflussreichen Bankiers Josef McKenna. McKenna wurde protestantisch erzogen und bekannte sich konfessionell zum Kongregationalismus.
Aufgrund finanzieller Schwierigkeiten der Familie nach dem „Overend Gurney bank failure“ von 1866 wurde McKenna vom Vater, der in London blieb, mit seiner Mutter und den jüngeren Geschwistern 1866 nach Frankreich geschickt, wo die Lebenshaltungskosten deutlich geringer waren als in Großbritannien. Von 1869 bis 1874 besuchte er die Schule in Saint-Malo in Frankreich und von 1874 bis 1877 in Ebersdorf in Deutschland, so dass er später beide Landessprachen fließend beherrschte. Seine Schullaufbahn schloss er in der King’s College School in London ab.
Als junger Mann besuchte er die Universität London und die Trinity Hall, eines der renommiertesten Colleges der University of Cambridge, wo er 1885 das Diplom in Mathematik erwarb, das ihm als einem der „senior optimes“, d. h. einem der Jahrgangsbesten verliehen wurde. 1916 wurde er zum honorary fellow der Trinity Hall gewählt. Neben seinen akademischen Meriten konnte McKenna während seiner Studentenjahre auch verschiedene sportliche Erfolge verbuchen: Während seiner letzten Jahre in Cambridge gehörte er dem berühmten Ruder-Team der Universität an, mit dem er 1887 im alljährlich stattfindenden Bootsrennen Oxford gegen Cambridge das Team der University of Oxford besiegen konnte und mit dem er außerdem bei der Henley Royal Regatta 1886 den Grand Challenge Cup und 1887 den Stewards’ Challenge Cup gewann.

### Karriere als Anwalt und Parlamentarier (1887–1905)

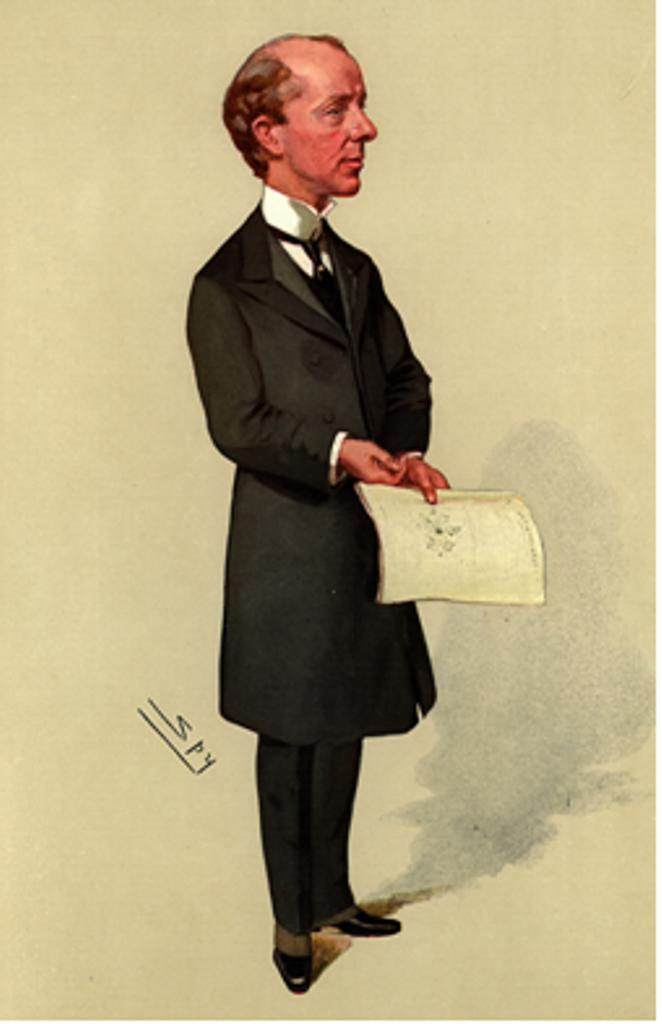
Reginald McKenna, Cartoon von Spy

Von 1887 bis 1895 war McKenna als Anwalt tätig und betrieb eine erfolgreiche Kanzlei. 1892 bewarb sich McKenna erfolglos als Kandidat der Liberalen Partei im Wahlkreis Clapham um einen Sitz im britischen Unterhaus. Bei den Unterhauswahlen von 1895 wurde er schließlich als Abgeordneter für den Wahlkreis North Monmouthshire ins Parlament gewählt. Dort fiel McKenna zunächst als Mitglied einer kleinen Gruppe der „Radikalen“ (d. h. des linken Flügels der Liberalen) auf, die sich um den erfahrenen Politiker Charles Dilke, einem der führenden Männer der Liberalen im Unterhaus, scharte. Auf Rat Dilkes begann der junge McKenna sich schließlich ein Spezialthema zu suchen, in das er sich derart vertiefen sollte, das man ihn als Autorität auf dem betreffenden Gebiet verstärkte Aufmerksamkeit schenken würde: Das Thema, für das er sich schließlich entschied, war die Tarifpolitik, in der er rasch zu einem der Experten seiner Partei wurde. Daneben trat er sich – als Abgeordneter eines walisischen Wahlkreises nur folgerichtig – vor allem in Debatten über Wales betreffende Angelegenheiten, wie die Education Bill der konservativen Regierung von 1897, hervor. McKennas Angriffe auf letztere, die er gemeinsam mit David Lloyd George, der zu dieser Zeit sein enger Freund und Kollege war, attackierte, brachten ihm erstmals größere öffentliche Publizität.
Während des Burenkrieges (1899–1902) gehörte McKenna zu den heftigsten Kritikern der konservativen Regierung und des Krieges überhaupt im Parlament. Auf der Seite des Parteiführers Campbell-Bannerman und Lloyd Georges gehörte er dem radikalen Flügel der Liberalen an, der den Krieg ablehnte im Gegensatz zum imperialistischen Flügel, um Asquith, Haldane und Primrose, welcher den Krieg guthieß.
1903 war McKenna einer der Mitbegründer „Free Trade Union“, die für den Fortbestand des britischen Freihandelssystems kämpfte. Im Parlament tat er sich zu dieser Zeit als energischer Gegner der protektionistischen Pläne des konservativen Kolonialministers Joseph Chamberlain hervor. So attackierte er in einer viel bewunderten Rede 1904 etwa die von Chamberlains Sohn, Austen Chamberlain, eingeführten diskriminierenden Tabakzölle gegen ausländische Importe von Tabakwaren. Gemeinsam mit Lloyd George und Dilke stritt McKenna außerdem für eine „Redynamisierung“ des erschlafften parlamentarischen Liberalismus.
Im Parlament wurde McKenna trotz ihrer Differenzen während des Burenkrieges schließlich zu einem der engsten Mitarbeiter von Herbert Henry Asquith, dem „aufgehenden Stern“ und Parteiführer in spe der Liberalen: Neben Richard Haldane und Sir Edward Grey gilt er den meisten Asquith-Biografen – wie etwa Roy Jenkins – als der wichtigste Intimus des liberalen Staatsmanns während dessen Zeit als Premierminister (1908–1916) und in den ersten Jahren von Asquith als Führer der liberalen Opposition nach seinem Sturz (etwa 1916–1922/1923), bevor sich ihre Wege in den frühen 1920er Jahren trennten.

### Liberaler Minister (1905–1916)
Nach seinem Aufstieg in der Liberal Party fungierte McKenna von 1905 bis 1916 als Unterstaatssekretär und Minister in den liberalen Regierungen von Henry Campbell-Bannerman und Herbert Henry Asquith: Von 1905 bis 1907 als Unterstaatssekretär im Schatzamt, von 1907 bis 1908 fungierte McKenna als Erziehungsminister (President of the Board of Education), dann, nach Asquiths Antritt als Premierminister von 1908 bis 1911 als Marineminister (First Lord of the Admiralty), von 1911 bis 1915 als Innenminister (Home Secretary) und schließlich im zweiten Kabinett Asquith (dem Koalitionskabinett mit den Konservativen, das 1915 angesichts der dramatischen Kriegslage gebildet wurde) von 1915 bis 1916 als Schatzkanzler (Chancellor of the Exchequer).
Nach dem Sturz der konservativen Regierung unter Arthur James Balfour im Dezember 1905 wurde McKenna, protegiert von Asquith, dem damals zweiten Mann in der liberalen Partei, beinahe sofort Ministerkandidat. Nach dem Regierungsantritt der Liberalen kam er als Vertrauensmann von Asquith, der als Schatzkanzler das zweitwichtigste Regierungsamt übernahm, zunächst mit diesem ins Schatzamt, wo er von 1905 bis 1907 als Staatssekretär fungierte, nachdem Winston Churchill dieses Amt zugunsten des Amtes des Staatssekretärs im Kolonialministerium ausgeschlagen hatte.
Nach dem Sturz des Erziehungsministers Augustine Birrell 1907 im Zuge der Debatte über die Education bill konnte er schließlich in ein Ministeramt aufrücken.

#### Marineminister (1908–11)
Im April 1908 übernahm McKenna als Nachfolger von Edward Marjoribanks, 2. Baron Tweedmouth, das Amt des Marineministers, wobei er der erste Inhaber dieses Postens war, der nicht im Oberhaus saß – also kein Adeliger war –, sondern einen Sitz im Unterhaus innehatte. Zu seiner Ernennung kam es infolge der Regierungsumbildung, die dem Ausscheiden des Premierministers Henry Campbell-Bannerman aus der Regierungsverantwortung 1908 und dem Amtsantritt von Herbert Henry Asquith als Regierungschef nachfolgte. Die Forschung geht heute davon aus, dass Asquith seinem Satrapen eigentlich das Amt des Schatzkanzlers in seiner Regierung zugedacht hatte, dieses Amt jedoch auf Druck der Parteilinken an Lloyd George übertragen musste.
Zusammen mit dem Ersten Seelord John Fisher forcierte McKenna als Marineminister von 1908 bis 1911 eine soziale Reformierung der Royal Navy (Erleichterung des Zugangs den Marinecolleges auch für weniger privilegierte Bewerber u. v. m.), sowie insbesondere den Bau großer Schlachtschiffe, sogenannter Dreadnoughts (benannt nach dem Namen des ersten Schiffes), um eine hinreichende numerische wie qualitative Überlegenheit der britischen Flotte gegenüber der gleichzeitig unter der Ägide des Admirals Alfred von Tirpitz gebauten deutschen Risiko-Flotte zu gewährleisten. Das Scheitern der deutschen Risiko-Strategie, welche die Absicht verfolgte, das Vereinigte Königreich in einem europäischen Krieg vor anti-deutschen Engagements abzuschrecken (solche Engagements eben mit einem erheblichen eigenen Risiko zu behaften), indem es ihm die Gefahr vor Augen führte, dass ein Himmelfahrtskommando einer, der britischen Flotte zwar unterlegenen aber dennoch stark ausgebauten, deutschen Flotte, der Royal Navy derart hohe Verluste beibringen würde, dass Großbritannien seine Vormachtstellung zur See nach einem Sieg über das Deutsche Reich an eine dritte Macht verlieren würde, ist nicht zuletzt McKennas Anstrengungen als Marineminister geschuldet. Wiewohl die Schwächung des britischen Staates durch den Ersten Weltkrieg den Amerikanern danach zumindest ein flottenmäßiges Gleichziehen mit den Briten ermöglichte.
In den kabinettsinternen Diskussionen und den Parlamentsdebatten um die Verwendung von Steuermitteln zugunsten eines Ausbaus des Wohlfahrtsstaates oder zugunsten des Baus weiterer Dreadnoughts trat McKenna als energischer Verfechter einer weiteren Aufrüstung auf. Als sein Hauptwidersacher bei den Querelen um die Verwendung der Steuermittel traten David Lloyd George und Winston Churchill auf, die damals als Finanz- bzw. Handelsminister ein erfolgreiches politisches Tandem bildeten. Lloyd George und Churchill, damals Vertreter des äußeren linken Flügels der Liberalen Partei, hielten zu dieser Zeit die Sorgen McKennas, der als Vertreter der Rechten galt, vor dem Ausbau der deutschen Flotte für abwegig. Anstatt das Geld in den Bau von Schiffen zu investieren, favorisierten sie die Verwendung der Gelder zugunsten des Ausbaus von Renten-, Kranken- und Unfallversicherungen für die weniger begüterten Volksschichten.
Man vermutet heute, dass McKenna neben Fisher und der konservativen Presse eine federführenden Rolle bei der Initiierung des Naval Scares und des Invasion Scares von 1909 innegehabt hat, einer Pressekampagne, welche die Furcht der britischen Bevölkerung vor dem Verlust der britischen Vorherrschaft zur See und sogar einer Invasion Großbritanniens durch das Deutsche Reich schürte und zu einer weiteren Verschlechterung der deutsch-britischen Beziehungen im Vorfeld des Ersten Weltkrieges führte. Umgekehrt begünstigte das durch diese Kampagne ausgelöste politische Klima die Bereitschaft von Politik und Öffentlichkeit, sich McKennas Aufrüstungswünschen zu fügen.
Im Machtkampf innerhalb der Marineleitung zwischen Fisher und Lord Charles Beresford stellte McKenna sich auf die Seite Fishers, weswegen dieser ihm den anerkennenden Spitznamen „fighting Mac“ gab, unter dem er in der Öffentlichkeit noch lange bekannt blieb.
Nach dem Abgang von Fisher als Flottenchef im Januar 1910 trat der Admiral Sir Arthur „Tug“ Wilson die Nachfolge in diesem Amt an. Wilsons selbstherrlicher und traditionsfrommer Führungsstil führte zu einer Erstarrung des Reformprozesses der Marine, was der konfliktscheue McKenna nicht abzuwenden vermochte. Nachdem die Marine überdies in der Agadir-Krise von 1911, welche Europa an den Rande eines Weltkrieges geführt hatte, mit keinem Kriegsplan hatte aufwarten können (der in der autokratischen Mentalität eines viktorianischen Flottenführers befangene Wilson hatte es vorgezogen, Kriegspläne in seinem „Kopf“ und nicht in den „Tresoren“ der Admiralität zu verwahren), entließ der Premierminister den verbindlichen McKenna aus dem Amt des Marineministers. An seine Stellte trat sein von Asquith als durchsetzungsfähiger erachteter jugendlicher Kabinettskollege Winston Churchill, der während der Agadirkrise vom linken zum rechten Flügel der Partei gewechselt war und der McKenna am 25. Oktober 1911 nachfolgte.

#### Innenminister (1911–14)
McKenna übernahm an Churchills Stelle das vakant gewordene Innenministerium. In dieser Funktion war er maßgeblich an der Erarbeitung der Home Rule beteiligt, in der Irland im Juli 1914 weitgehende nationale Souveränität zugestanden wurde. Das Gesetz wurde jedoch aufgrund des Ausbruchs des Ersten Weltkrieges ausgesetzt.
Weiter entwarf er das sogenannte „Katz-und-Maus-Gesetz“, das in den folgenden Jahren die Leitlinie im Kampf gegen die mit militanten Mitteln agierenden aggressiven Suffragetten wurde. Dieses sah vor, hungerstreikende inhaftierte Suffragetten aus der Haft zu entlassen, sobald eine Gesundheitsgefährdung bestand, sie jedoch sofort wieder in Haft zu nehmen, wenn die Gesundheitsgefährdung nicht mehr bestand.

#### Schatzkanzler (1915–1916)
Im Mai 1915 war McKenna kurzzeitig (u. a. auf Fürsprache Fishers) als Nachfolger Winston Churchills im Amt des Marineministers im Gespräch, nachdem dieser aufgrund des Scheiterns der Dardanellen-Operation als First Lord of the Admiralty gestürzt und vorläufig in die Sinekure des Chancellor of the Duchy of Lancaster, eines wenig bedeutsamen Regierungsamtes, abgeschoben worden war.
Nach der Formierung einer Koalitionsregierung im Juni 1915 ging dieses Amt jedoch an den früheren Premierminister Arthur Balfour. McKenna wurde stattdessen zum Schatzkanzler, dem in Friedenszeiten zweitwichtigsten Amt der britischen Regierung, ernannt.
Als Schatzkanzler war McKenna unter anderem für die weitere Umstellung der britischen Wirtschaft von Friedenswirtschaft auf Kriegswirtschaft und die Verfünffachung der Einkommensteuer zur Finanzierung der Kriegsanstrengungen verantwortlich. Um die Kriegsanstrengungen finanzieren zu können, erhöhte er die Einkommensteuer drastisch, führte hohe Umsatzsteuern auf Lebensmittel wie Zucker, Tee und Kaffee ein und besteuerte des Weiteren viele weitere Waren und Lebensbereiche (unter anderem Zugtickets, Amüsements und Spitzengewinne). Die Steuern auf bestimmte Profite erreichten bis zu 60 %.
Als Anhänger Asquiths und als Gegner der Wehrpflicht, die er aus moralischen Gründen und als eine Beeinträchtigung der Leistungsfähigkeit der britischen Kriegswirtschaft ablehnte, verließ er die Regierung nach dem Sturz Asquiths im Dezember 1916 und dessen Ersetzung durch David Lloyd George. Als Anhänger des Asquith-Flügels der Liberalen Partei gehörte er für den Rest des Krieges zu den Führern der „loyalen“ Opposition im Unterhaus.

### Vorsitzender der Midland Bank (1919–1943)

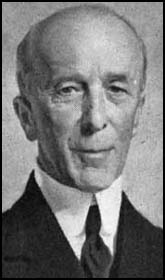
Reginald McKenna (um 1915)

Bereits seit April 1917 war McKenna parallel zu seinem Amt als Parlamentarier ins Direktorium der Midland Bank berufen worden. Nachdem er bei den Unterhauswahlen vom Dezember 1918 – bei denen er als Angehöriger des „abtrünnigen“ Asquith-Flügels der seit Mai 1918 gespaltenen Liberalen Partei eine schlechte Ausgangsposition gehabt hatte – seinen Sitz im Unterhaus verloren hatte, wurde McKenna 1919 zum Vorstandsvorsitzenden der Midland Bank berufen – ein Amt, das er für den Rest seines Lebens innehaben sollte.
Nach dem Verlust seines Unterhaus-Mandates amtierte McKenna von 1919 bis zu seinem Tod 1943 ohne Unterbrechung und überaus erfolgreich als Vorstandsvorsitzender der London Joint City and Midland Bank, der damals größten Bank der Welt.
1922 bot ihm der neuernannte konservative Premierminister Andrew Bonar Law erneut das Amt des Schatzkanzlers an, welches McKenna jedoch ablehnte. 1923 wiederholte Laws Nachfolger Stanley Baldwin, welcher selbst zuvor Schatzkanzler in der kurzlebigen Regierung Law gewesen war und die Aufgaben des Schatzkanzlers neben seinen eigenen Amtsgeschäften als Premierminister weiterhin kommissarisch wahrnahm, das Angebot seines Vorgängers an McKenna, ihn zum Schatzkanzler zu ernennen, welcher sich dieses Mal geneigter, zeigte dieses anzunehmen. In sicherer Erwartung seiner baldigen Schatzkanzlerschaft zierte er 1924 bereits ein Titelbild des amerikanischen Times-Magazine. Da McKenna jedoch insistierte, dem Parlament als Abgeordneter der Stadt London anzugehören und sich kein Mandatsinhaber bereit fand, seinen Sitz im Parlament zugunsten McKennas aufzugeben, verzichtete McKenna erneut auf das Amt des Schatzkanzlers. Stattdessen wurde Neville Chamberlain Schatzkanzler.
In den folgenden Jahren wurde McKenna vielfach eine Peers-Würde angetragen, welche er jedoch bis zu seinem Tod ablehnte. In den 20er und 30er Jahren figurierte McKenna als inoffizieller Berater der Schatzkanzler Baldwin, Neville Chamberlain, Philip Snowden und Winston Churchill. Diese beriet er unter anderem während der Verhandlungen mit den Vereinigten Staaten 1922–23 über die britischen Kriegsschulden. Daneben fungierte McKenna – als führender Bankier Englands eine der wichtigsten Figuren des öffentlichen Lebens – als Berater zahlreicher anderer Persönlichkeiten. So wurde er etwa von seinem Freund Max Aitken bei dessen „Empire-Kreuzzug“ 1930 konsultiert.
Die britischen Reparationsansprüche gegenüber dem Weimarer Deutschland sah er als zu belastend für den besiegten Kriegsgegner an. Dieser Auffassung folgend, führte McKenna 1924 den Vorsitz über den wichtigsten Ausschüsse der revisionistischen Daweskommission und war neben Charles G. Dawes der Mitverfasser des Berichtes, der am Ende der Tagungen der Kommission veröffentlicht wurde. Der nach der Arbeit der Daweskommission vorgelegte Dawes-Plan reduzierte die Reparationslasten des Deutschen Reiches nach seiner Ratifizierung durch alle Beteiligten deutlich.
Obwohl er es für „wenig ertragreich“ hielt, die kommunistischen und faschistischen Mächte Europas als „Aussätzige“ zu behandeln, stand McKenna der Appeasement-Politik der Regierungen Baldwin und Chamberlain in den 1930er Jahren mit großem Unbehagen gegenüber.
McKenna starb 1943, 80-jährig und noch immer im Amt des Vorstandsvorsitzenden der Midland Bank. Er wurde eingeäschert und in der Nähe seines Landhauses in Mells Park in der Grafschaft Somerset begraben.

## Familie und Privatleben
1908 heiratete McKenna Pamela Jekyll († 1943), die Tochter von Sir Herbert Jekyll, die als eine der schönsten Frauen der damaligen Londoner Gesellschaft galt. Aus der Ehe gingen zwei Söhne hervor: Michael († 1931) und David. Letzterer heiratete 1934 Lady Cecilia Keppel.

## Politische Bedeutung
McKenna ist bis heute für die Geschichtsschreibung eine eher schattenhafte Erscheinung. Roy Jenkins, ein Nachfolger McKennas in den Ämtern des Innenministers und des Schatzkanzlers und außerdem Sohn des „Erben“ von McKennas Wahlkreis North Monmouthshire monierte in seiner Biografie über Stanley Baldwin, McKenna besäße in seinen Augen als Figur „soviel Substanz (Greifbarkeit) wie die verkrusteten Flügel eines Schmetterlings“. Cregier konstatierte in Oxfords "National Biography", dass die Mehrzahl der Historiker McKenna als eine „schwer fassbare“ (elusive) und daher schwer zu beurteilende Figur ansieht, was er dem Umstand zuschreibt, dass McKenna der Nachwelt nur wenige persönliche Unterlagen hinterlassen und auch niemals seine Memoiren niedergeschrieben hat. Der Historiker Martin Farr, der gegenwärtig an einer Biografie McKennas arbeitet, hat es sich zur Aufgabe gemacht, diese „wichtigste Lücke der britischen Politikgeschichte des 20. Jahrhunderts“ zu schließen.
Seine Kabinettskollegen – selbst sein Widersacher Lloyd George – und die ihm untergebenen Beamten rühmten, in der Zeit der gemeinsamen Tätigkeit und in der Rückschau, McKennas Können als Administrator. Kritiker bemängelten hingegen seinen fehlenden politischen Instinkt und seinen Mangel an Flexibilität, der 1911 zum Verlust des Postens als Marineminister geführt und in den Jahren seit 1916 – ob seiner schlechten Ratschläge an Asquith, v. a. in der Dezemberkrise 1916 – zum Niedergang der Liberalen Partei beigetragen habe.
Andererseits weist die Forschung aber auch darauf hin, dass McKenna als einer von wenigen Zeitgenossen nach dem Ende des Ersten Weltkrieges die visionäre Kraft besessen habe, die tatsächlichen Ergebnisse und Folgen des Krieges klar zu sehen und anzuerkennen. So erkannte er als einer der ersten, dass die im Krieg errungenen Erfolge, wie der Vertrag von Versailles und die Gewinnung neuer Kolonialgebiete, trügerisch waren, und wies auf die Unhaltbarkeit von Großbritanniens Großmachtsstatus bereits hin, lange bevor der sich unauffällig vollziehende Abstieg auch allgemein als solcher gewertet wurde.

## Werke
- Post-War Banking Policy. 1928.

## Nachlass
The Papers of Reginald McKenna
- Standort: Churchill Archives Centre
- Referenz: GBR/0014/MCKN
- Umfang: 52 Archivboxen
- Zeitraum: 1883, 1994, schwerpunktmäßig 1900–1943.
- Inhalt:
  - Drei Hauptgruppen
    - Persönliche Dokumente (MCKN 1)
    - Öffentliche Angelegenheiten (MCKN 2–5)
    - Allgemeines (MCKN 6–7)

  - Einzelinhalte
    - MCKN 1: Personal Papers
    - MCKN 2: Education Board Papers
    - MCKN 3: Admiralty Papers
    - MCKN 4: Home Office Papers
    - MCKN 5: Exchequer Papers
    - MCKN 6: Fisher-Korrespondenz
    - MCKN 7: Spätere Karriere

### Biografien
- Martin Farr: Reginald McKenna 1863–1943: A Life. London 2004, ISBN 0-7146-5047-1.
- Samuel Herman Jenike: Reginald McKenna: The Pre-war Years, a Political Biography. s. l. 1968.
- Stephen McKenna: Reginald McKenna, 1863–1943. London 1948. [Biographie verfasst von McKennas Neffen]

### Biografische Skizzen
- Earl of Birkenhead: The Right Hon. Reginald McKenna. In: Contemporary Personalities. London 1924, S. 215–222.
- D. M. Cregier: „McKenna, Reginald“. biographischer Eintrag In: Oxford Dictionary of National Biography. Band 35, New York 2004, S. 541–545.

### Fachaufsätze
- Robin S. Betts: Winston Churchill and the Presidency of the Board of Education, 1906-7. In: History of Education. 15(2), 1986, S. 89–93. ISSN 0046-760X [dokumentiert Gründe für McKennas bevorzugten Einzug ins Kabinett gegenüber Churchill]
- Martin Farr: A Compelling Case for Voluntarism: Britain's Alternative Strategy, 1915–1916. In: War in History. 9 (3), 2002, S. 279–306. ISSN 0968-3445

### Zeitgenössische Streitschriften
- Frank Soddy: The arch-enemy of ecomonic freedom : what banking is, what first it was, and again should be. A reply to Mr. McKenna's 'What is banking?' including a criticism of the Morgenthau and Keynes proposals and a résumé of the author's monetary reform proposals for £ for £ banking. Enstone 1943.